# مايكل تشارفيت
مايكل تشارفيت (بالفرنسية: Mickaël Charvet)‏ (31 مارس 1988 في بورغ-أون-بريس) لاعب كرة قدم فرنسي يلعب حاليا في نادي الدرجة الثانية أجاكسيو الفرنسي في مركز قلب الدفاع .
انضم تشارفيت إلى أكاديمية نادي ليون في سنة 2003 وشارك في أول مباراة رسمية في مواجهة نادي كاين في 31 أكتوبر 2007 ضمن بطولة كأس الدوري الفرنسي وانتهت المباراة بفوز نادي ليون 3-1 . بسبب عدم مشاركته بتاتا في التشكيلة الأساسية للفريق الأول فقد وافق على الانتقال إلى نادي أجاكسيو صيف 2008 .

## وصلات خارجية
- مايكل تشارفيت على موقع قاعدة بيانات كرة القدم.إي يو (الإنجليزية)
- مايكل تشارفيت على موقع Soccerway.com (الإنجليزية)